# Семейство Юноны
Семейство Юнона — это группа силикатных астероидов светлого класса S в главном поясе астероидов, между орбитами Марса и Юпитера.

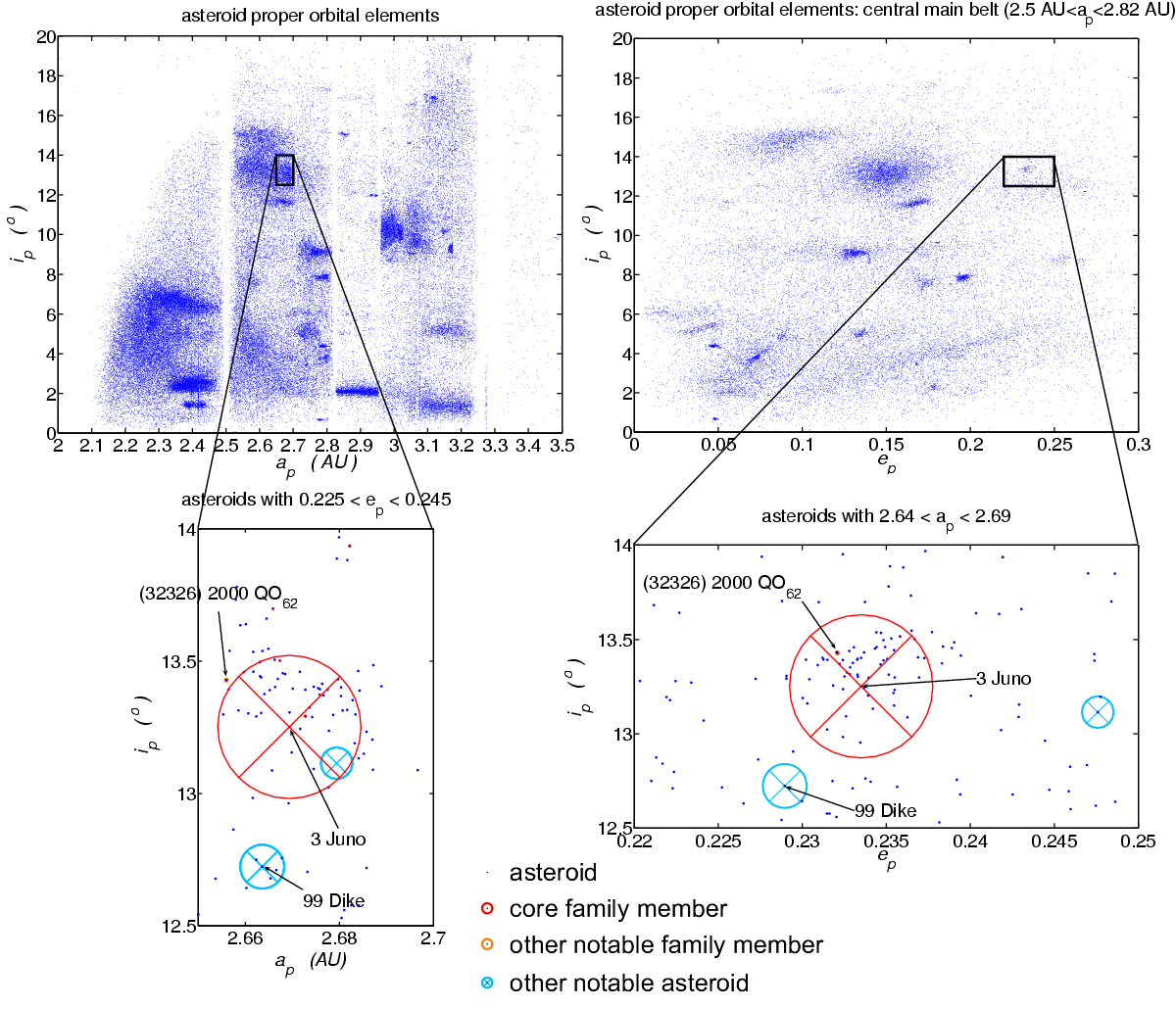
Расположение и структура семейства Юнона

Семейство было названо в честь крупнейшего своего представителя астероида (3) Юнона, диаметром около 235 км. Все остальные члены семейства на порядок уступают ей по размерам. Например, размер астероида (32326) 2000 QO62 составляет всего лишь 6 км в диаметре, при этом его альбедо примерно равно отражающей способности самой Юноны, что говорит о их общем происхождении. Большой размер Юноны на фоне крайне малых размеров других астероидов семейства, а также одинаковое значение их альбедо, а следовательно и состава, свидетельствует, что это семейство, как и семейство Весты, является результатом столкновения с Юноной крупного астероида, который, при падении на её поверхность, оставил на ней крупный кратер, выбив при этом из неё многочисленные фрагменты породы, которые затем и образовали само семейство.
Данные численного статистического HCM анализа (Zappalа 1995) позволили выделить несколько наиболее вероятных членов этого семейства, а также выявить основной диапазон орбитальных элементов этого семейства.
|     | ap         | ep    | ip     |
| --- | ---------- | ----- | ------ |
| min | 2,64 а. е. | 0,226 | 13,3 ° |
| max | 2,68 а. е. | 0,240 | 13,9 ° |

Для данной астрономической эпохи диапазон орбитальных элементов для оскулирующих орбит основной массы астероидов приведён в следующей таблице.
|     | a          | e     | i      |
| --- | ---------- | ----- | ------ |
| min | 2,64 а. е. | 0,238 | 11,8 ° |
| max | 2,68 а. е. | 0,274 | 14,6 ° |